# Reprezentacja Estonii U-21 w piłce nożnej mężczyzn
Reprezentacja Estonii U-21 w piłce nożnej – młodzieżowa reprezentacja Estonii sterowana przez Estoński Związek Piłki Nożnej. 
Młodzi Estończycy jak do tej pory ani razu nie zakwalifikowali się do Mistrzostw Europy U-21.